# Optická myš

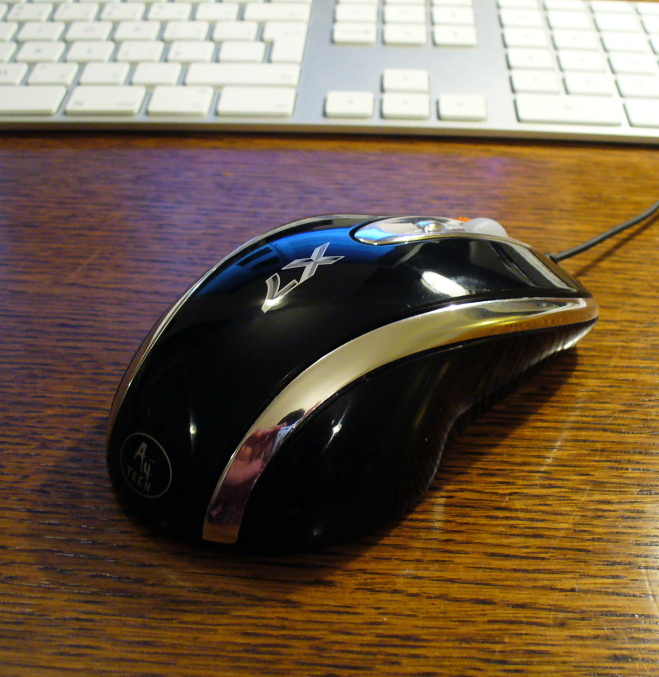
Laserová myš A4Tech X-750F

Optická myš je v informatice vstupní zařízení a specifický typ počítačové myši, která se používá pro ovládání grafického uživatelského rozhraní. Optická myš používá pro detekci pohybu světlo odražené od povrchu, po kterém se myš pohybuje. Podklad je osvětlen svítivou LED diodou a snímán miniaturní kamerou s nízkým rozlišením. Specializovaný mikroprocesor v myši vyhodnocuje posunutí obrazu a výslednou informaci předává do počítače. Software v počítači zajistí pohyb kurzoru po monitoru tak, aby odpovídal pohybům myši.

## Charakteristika
Moderní optické myši periodicky snímají obraz podkladu osvětlený pomocí LED nebo laserové diody a vyhodnocují posuv obrazu vůči předchozímu snímku. Využívají k tomu speciální zakázkové integrované obvody pro zpracování obrazu v reálném čase a převodu pohybu do posunů podle osy X a Y. Například optická myš Avago Technologies ADNS-2610 z roku 2006 zpracovává 1512 snímků za sekundu (FPS) o velikosti 18×18 bodů, přičemž každý vyhodnocuje 64 různých úrovní šedi.

## Osvětlení a podklad
Zdrojem osvětlení povrchu, po kterém se myš pohybuje, bývá obvykle LED dioda svítící červenou barvou. Její světlo je na podložku soustředěno malou čočkou nebo optickým hranolem. Na barvě nezáleží, ale červená barva se používá kvůli velké svítivosti červených LED diod, jejich nízké výrobní ceně, dříve kvůli snadné dostupnosti a také kvůli tomu, že červené světlo zvyšuje kontrastnost povrchu. Při osvětlení pomocí infračerveného světla (také LED diodami, podobně jako dálkové ovladače na televizi) může být dosaženo vyšší přesnosti snímání a nižší spotřeby elektrické energie.
Optická myš pracuje spolehlivě na strukturovaném povrchu, kde je možné snadno rozpoznat pohyb podkladu (dřevěný stůl, potištěný papír, textilní podložka). Z tohoto důvodu je nevhodným podkladem sklo, zrcadlo nebo jiný povrch, který způsobuje vznik falešných odrazů nebo jednobarevný povrch (např. bílý papír). Některé (typicky dražší) myši umí pracovat i na površích s odrazy díky kvalitnější optice nebo speciálnímu softwarovému zpracování obrazu. Stejně tak kvalitnější optické myši zpracovávají za sekundu více snímků povrchu, případně ve vyšším rozlišení, aby byl pohyb myši detekován přesněji a kurzor na monitoru správně reagoval i na rychlé pohyby (což je výhodné pro hráče počítačových her).
Světlo které se odrazí od vhodné podložky je skrze optiku (plastovou čočku) přivedeno do senzoru tvořeného čipem CCD nebo CMOS kamery s maticí fotoelektricky citlivých prvků. Na ně je skrz čočku promítnut zaostřený obraz podložky, který je následně přečten. Získaná data jsou zpracována ve specializovaném mikroprocesoru, který vyhodnotí posunutí dvou (nebo více) po sobě jdoucích snímků a přepočítá je na změny v pravoúhlém souřadném systému osy X a Y. Informace o změně pozice (a případném stisku tlačítka myši), jsou předány do počítače (kabelem nebo bezdrátově). V počítači informace převezme ovladač myši a společně s dalším softwarovým vybavením zajistí adekvátní posun kurzoru myši na monitoru (tato úloha je typicky zajišťována operačním systémem).

#### Bezpečnost optické myši
I přes články o možném poškození lidského zraku optickou myší není žádný důvod se obávat, protože se jedná o laserové zařízení třídy I, které má tak malý výkon, že žádné poškození sítnice v oku nemůže způsobit.

## Laserová myš

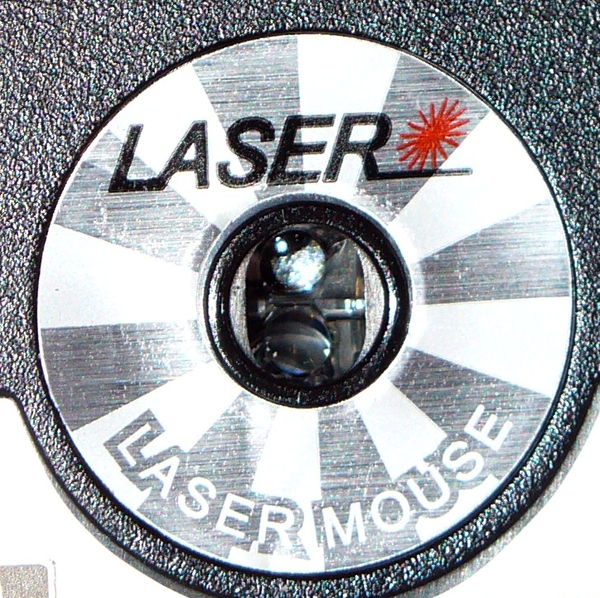
Laserový senzor.

V roce 2004 firma Logitech jako první na světě použila ke snímání pohybu místo klasického optického senzoru nový laserový senzor. Myš nesla jméno Logitech MX1000, byla bezdrátová (využívala bezdrátovou technologii FastRF), napájená dobíjecím Li-ion akumulátorem a její cena na českém trhu byla 2 500 Kč (tj. byla 10 až 20× dražší, než obyčejná optická myš). Měla asi dvacetinásobně vyšší rozlišení než myši optické. Na jejím vývoji spolupracovala s Logitechem firma Agilent Technologies.
Rozdíl mezi optickou myší, využívající odrazu od osvětleného povrchu LED diodou, je v přesnosti a intenzitě infračerveného laseru a ve vyšším rozlišení senzoru. Laserové myši mají také výkonnější mikroprocesor. Laserový paprsek nemusí být viditelný. Paprsek je vyzařován přes lesklý prstenec, který zaznamenává odraz laseru.

### Povrch a rychlost

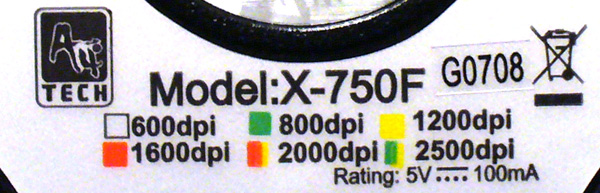
Rozlišení lze u některých laserových myší přepínat.

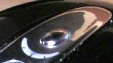
Tlačítko přepínače rozlišení.

Kromě přesnosti spočívá přednost laserové myši v možnosti snímat povrch na lesklých a jiných nevhodných površích pro myši optické. Výjimkou je pouze čiré sklo a zrcadlo, i když i na těchto materiálech umí některé nejmodernější laserové myši pracovat. Příkladem je myš A4Tech X6-76D. Špičkové laserové myši využívají snímač o rozlišení 5600 DPI. Citlivost lze u některých typů (A4Tech X750F) přímo na myši přepínat v rozmezí 1000 až 5600 DPI. Nároční uživatelé pak sledují hodnoty zrychlení při rychlých pohybech. Zde se udává hodnota akcelerace až 20 G, rychlost snímání přes 7 000 snímků za sekundu (6,4 megapixelů za sekundu) a maximální rychlost, kdy je snímač schopen správně reagovat, 114 cm za sekundu.

### Vylepšení myší
Mezi uživatele špičkových laserových myší patří především hráči počítačových her a grafici. Zvláště pro první skupinu nabízí výrobci mnoho vylepšení. Mezi to patří například možnost měnit váhu myši přídavnými závažími. Těžší myš umožňuje přesnější ovládání, než myš lehká. Mezi další možná vylepšení patří různé teflonové kluzáky, které umožňují posun myši po podložce s co nejmenším odporem. Důraz hráčů je též kladen na konstrukci a materiál přívodního kabelu zapojení USB (u myší drátových). Hráči počítačových her obvykle nepoužívají bezdrátové myši, protože bezdrátový přenos způsobuje jisté malé zpoždění a tím i delší prodlevu počítače mezi pohybem myši a projevením se akce na monitoru počítače (ve hře). Používají se i různobarevné a různotvarové kryty myší.